# Concurs de Teatre Amateur Ciutat de Badalona Premi Enric Borràs
El Concurs de Teatre Amateur Ciutat de Badalona Premi Enric Borràs va ser un concurs de teatre amateur organitzat pel Círcol Catòlic de Badalona que es va celebrar ininterrompudament de l'any 1981 al 2006. De forma puntual es va recuperar el 2010 per commemorar la declaració de Badalona com a capital de la cultura catalana.

## Història
Als anys 80 hi va haver una proliferació de concursos de teatre amateur a Catalunya. El vicepresident del Círcol, Ramon Casals, va ser l'artífex perquè el Círcol iniciés el seu propi concurs. Això va ser l'any 1981.
L'any 1985, amb en Joan Blanch com a alcalde de la ciutat, l'Ajuntament entra a formar part de l'organització del concurs que adopta el nom de Concurs Ciutat de Badalona, gràcies a la implicació del llavors regidor de cultura, Desideri León. La incorporació de l'administració pública permet augmentar els premis i fer el sorteig de dates a la sala de plens de l'Ajuntament.
El concurs va estar actiu durant 25 anys i va patir un declivi progressiu de la qualitat de les propostes presentades. La situació es va fer insostenible pels organitzadors fins que es va decidir posar el punt final l'any 2006.
Els membres del jurat van anar variant en els anys, si bé dos d'ells van formar-ne part durant els 25 anys: la Montserrat Duran i en Lluís Corominas.
L'any 2010 Badalona es declarada capital de la cultura catalana. En motiu de la celebració, el Círcol decideix tornar a organitzar el Concurs de Teatre Ciutat de Badalona amb el suport de la regidoria de Cultura de l'Ajuntament. El premi per l'elenc guanyador seria de 4000 euros. Per celebrar l'efemèride, el Centre Moral i Instructiu de Gràcia porta al concurs "Anillos para una dama" d'Antonio Gala, la mateixa proposta que havia portat a la primera edició de l'any 1981.

## Premiats
A continuació és mostra una relació dels elencs guanyadors dels diferents concursos:
| Any de Concurs | Elencs Artístics Guanyadors |
| -------------- | --- |
| 1981           | 1r premi: Grup Éxodo d'Esplugues de Llobregat 2n premi: Centre Moral i Instructiu de Gràcia 3r premi: Centre La Moral de Badalona |
| 1982           | 1r premi: Club Helena-Agrup. Congrés Barcelona 2n premi: Joventut de la Faràndula de Sabadell 3r premi: Centre Moral i Instructiu de Gràcia                                                                                             |
| 1983           | 1r premi: Génesis Teatral- Turó de la Peira Barcelona 2n premi: Centre Parroquial Sant Vicenç de Sabadell 3r premi: Club Helena-Agrup. Congrés Barcelona Accèssit: Joventut de la Faràndula de Sabadell Centre Dramàtic Talia de Lleida |
| 1984           | 1r premi: Grupo Arturo Calva de Montcada i Reixach 2n premi: TEI de Sant Feliu de Llobregat 3r premi: Centre Parroquial Sant Vicenç de Sabadell                                                                                         |
| 1985           | 1r premi: Centre Parroquial Sant Vicenç de Sabadell 2n premi: Joventut Artística de Calella 3r premi: TEI de Sant Feliu de Llobregat |
| 1986           | 1r premi: Grup Teatral UEC d'Olesa de Montserrat 2n premi: Joventut Artística de Calella 3r premi: Agrupació Teatral Manresana |
| 1987           | 1r premi: Club Helena-Agrup. Congrés Barcelona 2n premi: Grup Teatral UEC d'Olesa de Montserrat 3r premi: Joventut de la Faràndula de Sabadell                                                                                          |
| 1988           | 1r premi: Societat Coral i Recreativa El Ciervo de Sabadell 2n premi: Grup Lorca-P. Sant Miquel dels Sants 3r premi: Grup Teatral UEC d'Olesa de Montserrat                                                                             |
| 1989           | 1r premi: Grup Enric Borràs CP Sant Feliu de Llobregat 2n premi: TEI de Sant Feliu de Llobregat 3r premi: Grup Teatral UEC d'Olesa de Montserrat                                                                                        |
| 1990           | 1r premi: Centre Parroquial Teatre Sant Vicenç de Sabadell 2n premi: Centre Moral i Instructiu de Gràcia 3r premi: Cercle Catòlic de Gràcia                                                                                             |
| 1991           | 1r premi: Grup Teatral El Triangle de Barcelona 2n premi: TEI de Sant Feliu de Llobregat 3r premi: Scena Grup de Teatre de Sabadell Accèssit: Cooperativa La Moral de Badalona                                                          |
| 1992           | 1r premi: Elenc Artístic Patronat de Sitges 2n premi: CP Sant Vicenç de Sabadell 3r premi: TEI de Sant Feliu de Llobregat |
| 1993           | 1r premi: Elenc Artístic Patronat de Sitges 2n premi: Grup Saltamarges Teatre de Tiana 3r premi: Grup Teatral Magatzem d'Arts de Barcelona                                                                                              |
| 1994           | 1r premi: El Coverol de Les Franqueses del Vallès 2n premi: Elenc Artístic Patronat de Sitges 3r premi: Agrupació Cultural Mossèn Cinto Verdaguer de Viladecans                                                                         |
| 1995           | 1r premi: Centre Parroquial Sant Vicenç de Sabadell 2n premi: Agrupació Cultural Mossèn Cinto Verdaguer de Viladecans 3r premi: Centre Dramàtic Talia de Lleida                                                                         |
| 1996           | 1r premi: Scena Grup de Teatre de Sabadell 2n premi: Centre Dramàtic Talia de Lleida 3r premi: Triangle de Cornellà de Llobregat |
| 1997           | 1r premi: Agrupació Cultural Mossèn Cinto Verdaguer de Viladecans 2n premi: Joventut de la Faràndula de Sabadell 3r premi: Centre Moral i Instructiu de Gràcia                                                                          |
| 1998           | 1r premi: Joventut de la Faràndula de Sabadell 2n premi: Quatre per Quatre de Granollers 3r premi: TAC de Granollers |
| 1999           | 1r premi: Centre Moral i Instructiu de Gràcia 2n premi: Quatre per Quatre de Granollers 3r premi: Margarita Xirgu de L'Hospitalet de Llobregat                                                                                          |
| 2000           | 1r premi: Centre Moral i Instructiu de Gràcia 2n premi: Agrupació Cultural Mossèn Cinto Verdaguer de Viladecans 3r premi: Joventut de la Faràndula de Sabadell                                                                          |
| 2001           | 1r premi: Elenc Artístic Arbocenc de l'Arboç del Penedès 2n premi: Grup Artístic "Carles Xena" d'Arenys de Mar 3r premi: KMAQ15 d'Olesa de Montserrat Accèssit: Elenc Dramàtic del Centre Catòlic de Sant Vicenç dels Horts             |
| 2002           | 1r premi: Kòmix de la Garriga 2n premi: Centre Catòlic de Sant Vicenç dels Horts 3r premi: Centre Moral i Instructiu de Gràcia |
| 2003           | 1r premi: El Triangle de Barcelona 2n premi: Kòmix de la Garriga 3r premi: Filagarsa de Molins de Rei |
| 2004           | 1r premi: La Nyoca de l'Ametlla del Vallès 2n premi: Centre Moral i Instructiu de Gràcia 3r premi: Casal de Calaf |
| 2005           | 1r premi: ? 2n premi: ? 3r premi: ? |
| 2010           | 1r premi: Quatre per Quatre de Granollers 2n premi: Cercle Catòlic de Gràcia |